# Severoatlantská hlubinná voda

Severoatlantická hluboká voda je považována za jeden z několika možných bodů zvratu v klimatickém systému.

Severoatlantská hlubinná voda (na obrázku označeno jako North Atlantic Deep Water)teče na jih přes Atlantský oceán a přibližuje se k Antarktické spodní vodě kolem Středoatlantického hřbetu.

Severoatlantská hlubinná voda je hlubinná masa vody vznikající v severním Atlantském oceánu. Termohalinní výměník (správně popsaný jako meridionální obrácený výměník)[zdroj?] světových oceánů zahrnuje tok teplých povrchových vod z jižní polokoule do severního části Atlantského oceánu. Voda tekoucí na sever se mění odpařováním a mícháním s dalšími masami vody, což vede ke zvýšené slanosti. Když tato voda dosáhne severního Atlantiku, ochladí se a propadne se konvekcí díky snížené teplotě a zvýšené slanosti, což má za následek zvýšenou hustotu. Severoatlantská hlubinná voda je odtok této silné hluboké vrstvy, který lze detekovat podle její vysoké slanosti, vysokého obsahu kyslíku, minimu živin, a vysokého poměru izotopů 14C/12C, a chlor-fluorovaných uhlovodíků.
Chlor-fluorovaných uhlovodíky jsou antropogenní látky, které vstupují na povrch oceánu z výměny plynů s atmosférou. Odlišné složení umožňuje vysledovat cestu, jak se mísí s cirkumpolární hlubinnou vodou, která zase vyplňuje hloubky Indického oceánu a část jižního Tichého oceánu. Severoatlantská hlubinná voda a její tvorba je nezbytná pro Atlantickou meridionální cirkulaci, která je zodpovědná za transport velkého množství vody, tepla, solí, uhlíku, živin a dalších látek z tropické části Atlantského oceánu do Atlantiku střední a severní šířky.
V modelu dopravníkového pásu termohalinní výměník světových oceánů táhne potápějící se Severoatlantská hlubinná vody severoatlantický proud k severu. Jedná se však téměř jistě o přílišné zjednodušení skutečného vztahu mezi tvorbou Severoatlantské hlubinné vody a silou Golfského proudu /severo Atlantského proudění.
Severoatlantská hlubinná voda má teplotu 2-4 °C se slaností 34,9-35,0 jednotek praktické salinity, nacházející se v hloubce mezi 1500 a 4000 m.